# فمبییدا
فمبییدا (به اسپانیایی: Fombellida) یک شهرستان در اسپانیا است که در استان وایادولید واقع شده‌است.